# Голешонки
Голешо́нки (бел. Галяшо́нкі, пол. Olszynka) — деревня в Сморгонском районе Гродненской области Белоруссии.
Входит в состав Коренёвского сельсовета.
Расположена в центральной части района на левобережьи реки Оксна. Расстояние до районного центра Сморгонь по автодороге — около 9 км, до центра сельсовета деревни Корени по прямой — чуть менее 10,5 км. Ближайшие населённые пункты — Большая Мысса, Василевичи, Караваи. Площадь занимаемой территории составляет 0,1340 км², протяжённость границ 1880 м.
Согласно переписи население деревни в 1999 году насчитывало 38 человек.
До 2008 года Голешонки входили в состав Белковщинского сельсовета.
Автомобильной дорогой местного значения Н20078 деревня связана с дорогой Н6144 Голешонки — Базары — Олешишки. Также через деревню проходит автодорога местного значения Н6134 Голешонки — Понара.
Через деревню проходят регулярные автобусные маршруты:
- Сморгонь — Большая Мысса
- Сморгонь — Понара

В деревне находится дот времён Первой мировой войны.